# 17273 Карнік
17273 Карнік (17273 Karnik) — астероїд головного поясу, відкритий 5 червня 2000 року.
Тіссеранів параметр щодо Юпітера — 3,608.